# Ардени
Вижте пояснителната страница за други значения на Ардени.
Ардените (на латински: Arduenna Silva, на валонски Årdene, на френски: Ardennes, Ardenne) са планинско-хълмиста област в Югоизточна Белгия, Люксембург и Северна Франция. На югоизток тя се свързва с възвишението Айфел в Германия, което е част от същата геоложка формация – Рейнските шистови планини. Името на планината идва от Arduenna Silva, доста по-обширна гора, която по римско време заема територията от река Самбр до Рейн.

## География
По-голямата част от Ардените представляват ниски възвишения с височина 350 – 500 m, покрити с гъсти гори, и тесни долини, прорязани от пълноводни реки, най-известна от които е Маас (Мьоза). Изградени са от девонски и карбонски варовици, шисти и пясъчници, смачкани и нагънати през херцинската орогенеза. Максимална височина – връх Ботранж (694 m), издигащ се на белгийска територия в близост до германската граница. Повърхността им е предимно платообразна и се дренира основно от река Маас (Мьоза) и нейните десни притоци Семуа, Лес, Урт и др. Широко разпространение имат торфените блата. Обрасли са с брезови, смърчови и дъбови гори. Разработват се находища на каменни въглища и желязна руда.

## История
Важното стратегическо положение на Ардените са ги превърнали в бойно поле за европейските сили в продължение на векове. От началото на Новото време областта многократно преминава от едни ръце в други, като Белгийските Ардени или части от тях влизат за известно време в състава на Франция, Германия, Испанска Нидерландия и Обединено кралство Нидерландия.
В началото на 20 век Ардените са смятани за неподходящи за мащабни военни операции, заради тежкия терен и затруднените комуникации. Въпреки това, както през Първата световна война, така и през Втората световна война, Германия успешно осъществява бърз преход през Ардените, за да нападне относително слабо защитената част от територията на Франция. По време на двете световни войни Ардените са място на три важни битки – битката за Ардените (август 1914 г.) през Първата световна война и Битката за Франция (май – юни 1940 г.) и Арденска офанзива през Втората световна война (декември 1944 г. – януари 1945 г.). Много градове в областта са силно разрушени по време на войните.

## Икономика
Тежкият терен на Ардените силно ограничава възможностите за развитие на селското стопанство, в основата на което е земеделието и млечното животновъдство в свободните от гори зони. Районът е богат на дървен материал, а Лиеж и Намюр са важни промишлени центрове. Обширните гори са богати на дивеч, а живописният пейзаж на областта я превръща във важна туристическа дестинация.
|  | Тази страница частично или изцяло представлява превод на страницата Ardennes в Уикипедия на английски. Оригиналният текст, както и този превод, са защитени от Лиценза „Криейтив Комънс – Признание – Споделяне на споделеното“, а за съдържание, създадено преди юни 2009 година – от Лиценза за свободна документация на ГНУ. Прегледайте историята на редакциите на оригиналната страница, както и на преводната страница, за да видите списъка на съавторите. ВАЖНО: Този шаблон се отнася единствено до авторските права върху съдържанието на статията. Добавянето му не отменя изискването да се посочват конкретни източници на твърденията, които да бъдат благонадеждни. |